# The Ivory Hunters
The Ivory Hunters (с подзаголовком Double Barrelled Piano) — альбом джазовых пианистов Боба Брукмайера и Билла Эванса, первоначально выпущенный на лейбле United Artists, с участием Эванса и Брукмайера и Перси Хита и Конни Кея, записанный в 1959 году.
Брукмайер был известен прежде всего как тромбонист, который иногда играл на фортепиано; это был его единственный альбом, в котором он играл исключительно на фортепиано.

## Приём
| Оценки критиков | Оценки критиков |
| Источник        | Оценка          |
| --------------- | --------------- |
| AllMusic        | 3.5/5           |

В рецензии Allmusic Майкла Дж. Настоса говорится: «Сочетание восходящей суперзвезды современного джаза с джентльменом, известным тем, что он играет на вентильном тромбоне и аранжирует партитуры, могло показаться некоторым сложной задачей. К счастью для клавишников, это была хорошая идея и замечательная концепция, в рамках которой они могли использовать концепцию контрапункта и импровизации в увлекательной манере, подобно отличному шахматному матчу. Что касается слушателя, то вы легко можете услышать разницу между предполагаемым лидером Эвансом в правом канале стереофонического разделения и аккомпаниатором Брукмейером в левом... Некоторые называют это попыткой, основанной скорее на трюках и зрелищности, но если вы согласны внимательно прислушаться, то глубина и содержание Эванса и Брукмейера раскрывают много души, изобретательности, и музыканты просто отлично проводят время». 

## Список треков
1. "Honeysuckle Rose" (Энди Разаф, Фэтс Уоллер) – 5:55
2. "As Time Goes By" (Герман Хапфилд) – 6:58
3. "The Way You Look Tonight" (Дороти Филдс, Джером Керн) – 7:41
4. "It Could Happen to You" (Джонни Берк, Джимми Ван Хьюзен) – 7:28
5. "The Man I Love" (Айра Гершвин, Джордж Гершвин) – 5:58
6. "I Got Rhythm" (Гершвин, Гершвин) – 8:34

## Музыканты
- Боб Брукмейер – фортепиано
- Билл Эванс – пианино
- Перси Хит – бас - гитара
- Конни Кей – барабаны